# Rosita Serrano

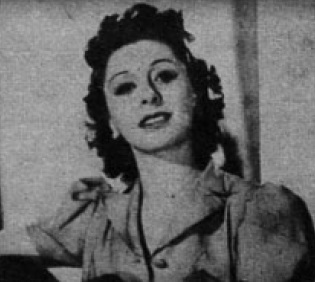
Rosita Serrano en 1941

Rosita Serrano, nom de scène de María Martha Ester Aldunate del Campo, (née à Viña del Mar, Région de Valparaiso, le 10 juin 1912 et décédée à Santiago, Région métropolitaine de Santiago le 6 avril 1997) est une chanteuse et actrice chilienne qui connait un grand succès en Allemagne entre 1937 et 1943. Elle est alors connue sous le nom de die chilenische Nachtigall (le rossignol chilien). Elle  enregistre environ 160 chansons avec différents labels de musique et a participe à plusieurs films. Sa popularité et ses relations avec les dirigeants nazis et, plus tard, avec le Général Pinochet, lui portent préjudice et contribuent au déclin de sa carrière dès les années 1970.

## Vie personnelle
María Ester Aldunate del Campo est née le 10 juin 1912, bien que de nombreux documents mentionnent l'année 1914, car elle aurait menti sur son âge. Elle est la fille du diplomate Héctor Aldunate Cordovés et de la soprano Sofia del Campo de la Fuente. La musique est une tradition familiale, Sofia del Campo fait une carrière de chanteuse d'opéra aux États-Unis et en Europe, sa grand-mère est une pianiste virtuose et son arrière-grand-père, un facteur d'instruments.
Entre 1947 et 1963, elle est mariée avec le millionnaire juif séfarade Jean Aghion, vivant en Égypte depuis 1952. Elle réside dans différents pays d'Asie et d'Europe jusqu'à la mort de son époux. Plus tard, elle se marie avec l'artiste allemand Will Williams.

## Carrière professionnelle

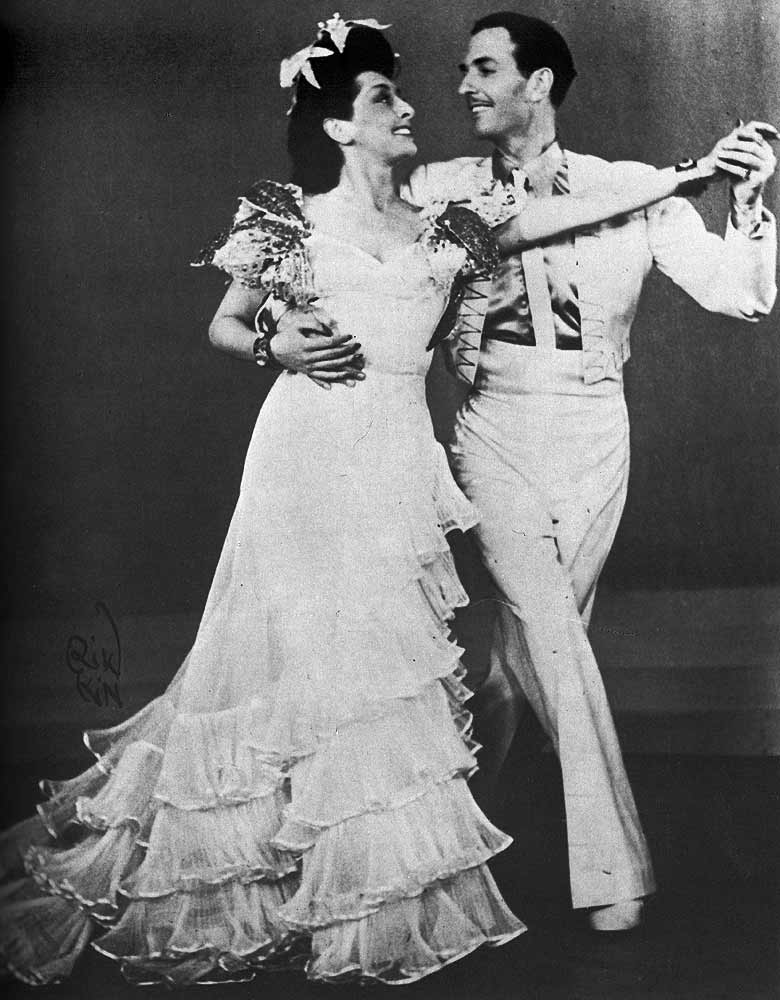
Rosita Serrano et Gustav Wally.

L'essor de sa carrière artistique débute avec une tournée internationale qu'elle réalise avec sa mère en 1930, lorsqu'elle visite le Brésil, l'Espagne, la France et le Portugal, entre autres pays, jusqu'à arriver en 1936 à Berlin. Là-bas, elle fait une représentation au Théâtre métropolitain, où « sa voix de velours, sa sympathie et sa différence » sont ovationnés. Elle choisit comme nom de scène celui de Rosita Serrano.
Elle tombe malade à Berlin et c'est dans l'hôpital où elle est soignée qu'un médecin lui apprend à jouer de la guitare.

### Carrière en Allemagne
Le compositeur, directeur d'orchestre et pianiste austro-allemand Peter Kreuder lui donne une promotion et lui obtient un contrat pour enregistrer un disque avec Telefunken. La chanteuse obtient un grand succès lors de l'interprétation de morceaux allemands comme «Roter Mohn (Roter Mohn, warum welkst du denn schon?)», «Schön die Musik», «Küß mich, bitte, bitte, küß mich», «Und die Musik spielt dazu», «Der Onkel Jonathan» et «Der kleine Liebesvogel». Avec Telefunken, elle produit environ 81 chansons, toutes enregistrées en Allemagne et en Suède. Le compositeur Michael Jary a composé spécialement pour elle et dirige une grande partie de ses enregistrements.
Peter Kreuder l'introduit dans les sphères du régime nazi et Rosita Serrano participe à divers meetings et cérémonies nationales-socialistes. Ses chansons sont très diffusées sur les ondes proches du Reich. Bien qu'elle déclare ne jamais avoir eu d'affinité politique quelconque, ni d'avoir été nazie, elle porte l’emblème de l'aigle nazi sur ses habits lors de ses enregistrements.
Entre 1938 et 1941, elle interprète de nombreux rôles dans des films allemands. Elle maintient de très bonnes relations avec la presse nationale-socialiste : elle participe à divers récitals et à des cérémonies du Troisième Reich et acquiert le statut et la conduite sociale d'une diva. Les allemands la surnomment le  « rossignol chilien » (Der chilenische Nachtigall), pour ses sifflets chantants uniques, elle y est aussi célèbre que les artistes allemandes Zarah Leander et Marlene Dietrich.
Le théâtre Wintergarten de Berlin est la scène qui lui a apporté le succès et elle y chante jusqu'en 1942, alors que l'Europe est en pleine Seconde Guerre mondiale.

#### Relations avec les nazis
De fait, elle gagne l'affection d'Adolf Hitler, dont elle reçoit une photographie personnelle dédicacée. Pendant un moment, elle est la muse du ministre de la propagande Joseph Goebbels et d'autres dignitaires ; par conséquent, sa carrière s'est énormément développée, lui faisant gagner un statut social élevé. Elle a enregistré 118 chansons et, grâce aux droits d'auteur, ses revenus en marks allemands ont été importants.
Pourtant, dans les années 1940, Rosita Serrano commence à donner des concerts au bénéfice de juifs et de danois réfugiés en Suède , ce qui provoque la foudroyante et emphatique antipathie et le refus du régime nazi, la réquisition et l'interdiction de diffuser sur les ondes ses disques et enregistrements en Allemagne, ainsi qu'une arrestation pour espionnage. Tous les revenus de la chanteuse lui sont alors confisqués.

### Fin de carrière
Le 5 novembre 1943, un mandat d'arrêt du régime nazi est lancé contre elle, pour espionnage, alors qu'elle est déjà en Suède. Elle y arrive avec dix marks pour toute richesse, et doit tout recommencer. En Suède, elle se lit d'amitié avec le roi Gustave V , vit de longues périodes en Finlande, en Grèce, en Suisse et en Angleterre. En 1947 (ou 1949 selon les sources), elle épouse le magnat égyptien Jean Aghion (1914-1963) , rencontré lors d'une tournée au Moyen-Orient, et s'établit avec lui à Alexandrie,.
En juin 1948, Rosita Serrano retourne à Santiago après 20 ans d'absence, engagée par la Société nationale d'agriculture pour se produire au Théâtre municipal. Elle y obtient un grand succès 
Elle retourne seulement en Allemagne pour participer au film Schwarze Augen (1951) et chanter dans la comédie musicale Saison in Salzburg (1952),. En juillet 1952, son époux, Jean Aghion, perd tous ses biens lors du putsch du Mouvement des officiers libres, qui renverse le roi Farouk en Égypte.
Pourtant, sa carrière ne brille plus autant qu'avant et elle doit faire face à de nombreux refus à cause de son supposé passé nazi, comme lorsqu'en 1953 elle est huée au Palais des Sports de Berlin, ce qui provoque l'annulation de son contrat avec Telefunken, et enterre définitivement sa carrière en Europe. 
Les années soixante annoncent le déclin de la chanteuse. Jean Aghion meurt en 1963.
Elle entame une relation avec le dessinateur Will Williams (-2015) et voyage en Allemagne, en Autriche, au Chili et à nouveau Allemagne, jusqu'à rentrer définitivement au Chili. Après une tentative ratée de gagner Hollywood, elle arrive à Santiago en 1991, avec une situation économique précaire, et essaie de reprendre sa carrière en chantant les chansons en mapudungun de Fernando Lecaros. Sa discographie en espagnol est remise au gout du jour sur la station de radio, aujourd'hui disparue, Radio Nationale de l'Agriculture (actuelle Radio Agriculture).
Le régime militaire d'Augusto Pinochet, qui était un de ses admirateurs, a été fatal pour sa diffusion radiophonique quand arrivent au pouvoir les gouvernements de la Concertation. On ne lui a jamais attribué de pension de Grâce et, à mesure qu'elle vieillit, ses revenus baissent drastiquement, jusqu'à atteindre une situation de forte difficulté financière. Elle vit de manière rudimentaire dans la commune de la Reine, puis dans un appartement précaire de la rue Cathédrale, en plein centre de la capitale chilienne.
Elle meurt d'un œdème pulmonaire dans l'Hôpital du Tórax à Santiago le 6 avril 1997, dans des conditions d'extrême indigence.

## Filmographie
Entre 1938 et 1941, elle obtient de nombreux rôles de chanteuse dans six films allemands de la Universum Film AG. Au début des années 1950, elle revient en Allemagne pour jouer dans deux autres films.
1. Es leuchten die Sterne (1938)
2. Der Vierte kommt nicht (1939)
3. Bel Ami (1939)
4. Die kluge Schwiegermutter (1939)
5. Herzensfreud - Herzensleid (1940)
6. Anita und der Teufel (1941)
7. Schwarze Augen (1951)
8. Saison in Salzburg (1952)

Elle participe aussi à Toast of the town (1950), réalisé par Ed Sullivan ; décomposé en cinq téléfilms —Das grosse ABC (1953), Das wird Morgen vorbei sein (1961), Der vorvorletzte Tag (1962), Sing mir das Lied noch einmal (1979) et Mit Musik geht alles besser (1982)— et dans le talk show Je später der Abend (1976).
En dehors de son répertoire musical elle est incluse dans les bandes sonores des films Das Boot (1981), de Wolfgang Petersen, La Maison des esprits (1993), de Bille August, qui contiennent la chanson «La paloma», et Stalingrad (1993), de Joseph Vilsmaier, qui contient le thème «Roter Mohn».
Le cinéaste chilien Pablo Berthelon, qui est aussi le petit-neveu de Rosita Serrano, réalise en 2013, un film documentaire sur sa vie, Rosita, la favorita del Tercer Reich. Le film est primé aux festivals d'Antofagasta et de Coquimbo.